# Mario Puccini (író)
Mario Puccini (Senigallia, 1887. július 29. – Róma, 1957. december 5.) olasz regényíró, kritikus.

## Életútja
Anconában kezdte pályafutását mint könyvkiadó (ő adta ki többet között Giovanni Papini első kötetét), ezután Milánóba települt át, ahol megnyitotta könyvesboltját, mely később írók és képzőművészek gyakori találkozóhelyévé vált. Harcolt az első világháborúban, helytállásáért kitüntetéssel jutalmazták. Leszerelését követően lett a La Voce munkatársa. A háború után tűnt fel novelláival és regényeivel, melyek hamar hírnevet szereztek neki. Novellákat, regényeket, társadalmi és bölcselő munkákat írt. Az olasz középosztály regényírója volt. Utazásai alatt szerzett benyomásait néhány kötetben összefoglalva adta ki. Első regényeiben nagy súlyt vet a környezet ábrázolására. A későbbiekben kevésbbé színes és mesterkéltté válik. 1926-tól 1947-ig Rómában lakott, a német megszállás alatt fogva tartották mint túszt. Később szülővárosába, Senigalliába, majd Formiába települt át. Regényei és novellái közül is néhányat lefordítottak magyarra. 

## Művei
- La canzone della mia follia ('Szenvedélyem dala', regény, 1909);
- L'ultima crisi ('Az utolsó válság', regény, 1911);
- La viottola ('Az ösvény', regény, 1912);
- Faville ('Szikrák', regény, 1914);
- Piccolo maestro spirituále ('A lélek kis mestere', esszé, 1916);
- Dal Carso al Piave ('Carsótól a Piavéig', emlékirat, 1918);
- Davanti a Trieste ('Előre Trieszt felé', emlékirat, 1919);
- La vergine e la mondana (regény, 1919, Marsovszky M., A szűz és az ucca lánya, 1923);
- Essere o non essere ('Lenni vagy nem lenni', esszé, 1921);
- Viva l'anarchia ('Éljen az anarchia', esszé, 1921);
- Novelle del tempo migliore ('Szebb idők novellái', alak, 1922);
- L’inganno della carne (Milánó, 1923);
- Dove e il peccato, Dio (regény, 1922, Marsovszky M., Megváltó bűn, 1926);
- Uomini deboli e uomini forti ('Gyenge emberek és erős emberek', regény, 1922);
- La vita vince ('Az élet győz', regény, 1926);
- La vera colpevole (Aquila, 1926);
- Cola e il ritratto dell 'italiano ('Cola di Rienzo avagy az olasz ember portréja', esszé, 1927);
- Donna con marenghi (Róma, 1929);
- Aventure di un lettore (Caserta, 1930);
- La prigione ('A börtön', regény, 1931);
- Ébrei ('Zsidók', regény, 1931);
- Ritratto di adolescente ('Egy ifjú képmása', regény, 1932);
- L'Argentina ('Argentína', esszé, 1946);
- Prima domenica di primavera ('Az első tavaszi vasárnap', regény, 1952);
- Questi italiani ('Ezek az olaszok', novellák, 1955);
- Milano cara Milano ('Milánó, kedves Milánó', novellák, 1957);
- La terra e di tutti (Prima vita di Cornelio) ('A föld mindenkié, [Cornelio első élete]', regény, 1958).